# 2001 (Melissa Etheridge)
2001 is een nummer van de Amerikaanse zangeres Melissa Etheridge uit 1992. Het is de tweede single van haar derde studioalbum Never Enough.
AllMusic vergeleek het gitaarwerk op het nummer met dat van The Edge op The Fly van U2. "2001" flopte in Amerika, maar werd wel een klein succesje in Nederland; met een 8e positie in de Tipparade.

## Tracklijst
- 7"

1. "2001" - 4:36
2. "Meet Me in the Back" (live) - 4:48